# Sebastian Darke: Príncipe de los bufones
Sebastian Darke. Príncipe de los bufones es una novela de fantasía de Philip Caveney. Es el primer libro de la saga de Sebastian Darke.

## Resumen del libro
A los 17 años de edad, el bufón Sebastián Darke viaja a la opulenta ciudad de Keladon en un intento de llenar los zapatos de su difunto padre, Alexander, y convertirse en un bufón adecuado, y por lo tanto salvarse a sí mismo y su madre de la pobreza. En su viaje, Sebastián se reúne con el guerrero Cornelius Drummel, y la bella - y combativa - princesa Kerin, futura reina de Keladon. Sin embargo, cuando Sebastian, Cornelius y el bufalope de mal genio de Sebastián, Max, llegan a Keladon, se ven involucrados en la trama del Rey Septimus para acabar con su sobrina, la princesa Kerin, y asegurarse de seguir siendo el rey para siempre. Él quiere ganarse la vida de bufón del rey. Cuando secuestran a la reina, el enano soldado y el la rescatan, y así van hacia el reino. Ellos logran acabar con el rey con la ayuda del pueblo de Keladon.
Cornelius les cuenta a Sebastian y a Max que encontró un mapa con un tesoro que pertenecía al Rey de los Piratas, Sebastian no puede ver que la princesa se case con alguien a quien no ama,  así que los 3 se van en busca del tesoro. Y este cuento seguirá en la siguiente historia Sebastian Darke el príncipe de los piratas.

## Personajes principales
- Sebastian Darke,el narrador, el héroe epónimo de la historia. Es un "mestizo", la descendencia de un padre humano y una madre élfica. Su ambición es convertirse en un gran bufón como su difunto padre y salvar a su familia de la pobreza. El problema es que Sebastián no puede contar una broma para salvarse a sí mismo.
- Max, el bufalope flatulento y gruñón de Sebastian, que tira de su carreta. Max está de mal humor, es mandón, sarcástico, y a menudo negativo. Sin embargo, su corazón siempre está en el lugar correcto.
- Cornelius Drummel, un guerrero enano de la ciudad de Golmira. Él es un soldado experto y salva la vida de Sebastian en más de una vez. Él está en camino a Keladon para tratar de unirse a la "Capa escarlata", la guardia real del rey.
- Princesa Kerin, la temperamental y bella heredera al trono de Keladon. Muy crédula, cree que su tío, el rey Septimus, es el guardián de amor y cariño, cuando en realidad la quiere muerta para que pueda asegurar el trono para sí mismo. Ella se enamora de Sebastián, pero no puede casarse con él cuando ella ya está establecida de reina, para casarse con otro de su rango. Es la única a quien le causan gracia los chistes de Sebastian. Una excepción es Cornelius Drummel, quien se ríe de ellos siempre que Sebastian explique los más mínimos detalles.
- Rey Septimus, el antagonista de la historia. Al igual que Hamlet de Shakespeare, asesinó a su hermano para asumir el trono, y hace un complot para hacer lo mismo con su sobrina, la princesa Kerin, para asegurarse de seguir siendo el rey de Keladon siempre.